# Guzowy Piec
Guzowy Piec (deutsch Gusenofen) ist ein Ort in der polnischen Woiwodschaft Ermland-Masuren. Er gehört zur Gmina Gietrzwałd (Landgemeinde Dietrichswalde) im Powiat Olsztyński (Kreis Allenstein).

## Geographisches Lage
Guzowy Piec liegt im Westen der Woiwodschaft Ermland-Masuren, 17 Kilometer östlich der einstigen Kreisstadt Osterode in Ostpreußen (polnisch Ostróda) bzw. 19 Kilometer südwestlich der heutigen Kreismetropole Olsztyn (deutsch Allenstein).

## Geschichte
Das bis vor 1785 Gusen genannte Dorf wurde 1621 erstmals urkundlich erwähnt. Zwischen 1874 und 1945 war der Ort in den Amtsbezirk Manchengut (polnisch Mańki) im Kreis Osterode in Ostpreußen eingegliedert.
371 Einwohner waren im Jahre 1910 in Gusenofen gemeldet. Ihre Zahl belief sich 1933 auf 301 und 1939 auf 276, von denen 175 in der Land- und Forstwirtschaft, 57 in Industrie und Handel sowie fünf in Handel und Verkehr beschäftigt waren.
Im Jahre 1945 kam Gusenofen mit dem gesamten südlichen Ostpreußen zu Polen. Das Dorf erhielt die polnische Namensform „Guzowy Piec“ und ist heute in die Gmina Gietrzwałd (Landgemeinde Dietrichswalde) im Powiat Olsztyński (Kreis Allenstein) eingegliedert, bis 1998 der Woiwodschaft Olsztyn, seither der Woiwodschaft Ermland-Masuren zugehörig.

## Kirche
Bis 1945 war Gusenofen in die evangelische Kirche Manchengut (polnisch Mańki) in der Kirchenprovinz Ostpreußen der Kirche der Altpreußischen Union, außerdem in die römisch-katholische Kirche Hohenstein i. Ostpr. (polnisch Olsztynek) eingepfarrt.
Heute gehört Guzowy Piec katholischerseits zur St.-Nikolaus-Kirche Mańki im Erzbistum Ermland, evangelischerseits zur Kirchengemeinde Olsztynek, einer Filialgemeinde der Christus-Erlöser-Kirche Olsztyn in der Diözese Masuren der Evangelisch-Augsburgischen Kirche in Polen.

## Verkehr
Guzowy Piec liegt westlich der Straße Olsztynek–Podlejki und ist von Guzowy Młyn (Thurnitzmühle) aus über eine Landwegverbindung zu erreichen. Eine Anbindung an den Bahnverkehr besteht nicht.

## Persönlichkeit
- Kurt Schmischke (1923–2004), deutscher Maler, Grafiker und Illustrator, verlebte als Kind die Sommerferien immer wieder bei seinen Großeltern in Gusenofen